# Seznam dílů seriálu Ted Lasso
Toto je seznam dílů seriálu Ted Lasso. Americký komediální televizní seriál Ted Lasso měl premiéru 14. srpna 2020 na Apple TV+.

## Přehled řad
| Řada | Díly | Premiéra na Apple TV+ | Premiéra na Apple TV+ |
| Řada | Díly | První díl             | Poslední díl          |
| ---- | ---- | --------------------- | --------------------- |
| 1    | 10   | 14. srpna 2020        | 2. října 2020         |
| 2    | 12   | 23. července 2021     | 8. října 2021         |
| 3    | 12   | 15. března 2023       | 31. května 2023       |

## Seznam dílů

### První řada (2020)
| Č. v seriálu | Č. v řadě | Původní název                | Český název                  | Režie          | Scénář                                                                                                | Premiéra na Apple TV+ |
| ------------ | --------- | ---------------------------- | ---------------------------- | -------------- | --- | --------------------- |
| 1            | 1         | Pilot                        | Úvod                         | Tom Marshall   | námět: Jason Sudeikis, Bill Lawrence, Brendan Hunt a Joe Kelly scénář: Jason Sudeikis a Bill Lawrence | 14. srpna 2020        |
| 2            | 2         | Biscuits                     | Keksy                        | Zach Braff     | námět: Brendan Hunt a Jason Sudeikis scénář: Joe Kelly                                                | 14. srpna 2020        |
| 3            | 3         | Trent Crimm: The Independent | Trent Crimm: The Independent | Tom Marshall   | Jane Becker                                                                                           | 14. srpna 2020        |
| 4            | 4         | For the Children             | Pro děti                     | Tom Marshall   | Jamie Lee                                                                                             | 21. srpna 2020        |
| 5            | 5         | Tan Lines                    | Vypálené plavky              | Elliot Hegarty | Brett Goldstein                                                                                       | 28. srpna 2020        |
| 6            | 6         | Two Aces                     | Dvě esa                      | Elliot Hegarty | Bill Wrubel                                                                                           | 4. září 2020          |
| 7            | 7         | Make Rebecca Great Again     | Ať žije Rebecca              | Declan Lowney  | námět: Joe Kelly a Brendan Hunt scénář: Jason Sudeikis                                                | 11. září 2020         |
| 8            | 8         | The Diamond Dogs             | Diamantové dogy              | Declan Lowney  | Leann Bowen                                                                                           | 18. září 2020         |
| 9            | 9         | All Apologies                | Samé omluvy                  | MJ Delaney     | Phoebe Walsh                                                                                          | 25. září 2020         |
| 10           | 10        | The Hope that Kills You      | Naděje tě zabije             | MJ Delaney     | námět: Joe Kelly a Jason Sudeikis scénář: Brendan Hunt                                                | 2. října 2020         |

### Druhá řada (2021)
| Č. v seriálu | Č. v řadě | Původní název                    | Český název                 | Režie         | Scénář                      | Premiéra na Apple TV+ |
| ------------ | --------- | -------------------------------- | --------------------------- | ------------- | --------------------------- | --------------------- |
| 11           | 1         | Goodbye Earl                     | Sbohem, Earle               | Declan Lowney | Brendan Hunt                | 23. července 2021     |
| 12           | 2         | Lavender                         | Levandule                   | Declan Lowney | Leann Bowen                 | 30. července 2021     |
| 13           | 3         | Do the Right-est Thing           | Udělat tu nejsprávnější věc | Ezra Edelman  | Ashley Nicole Black         | 6. srpna 2021         |
| 14           | 4         | Carol of the Bells               | Koleda                      | Declan Lowney | Joe Kelly                   | 13. srpna 2021        |
| 15           | 5         | Rainbow                          | Duha                        | Erica Dunton  | Bill Wrubel                 | 20. srpna 2021        |
| 16           | 6         | The Signal                       | Znamení                     | Erica Dunton  | Brett Goldstein             | 27. srpna 2021        |
| 17           | 7         | Headspace                        | Hlava                       | Matt Lipsey   | Phoebe Walsh                | 3. září 2021          |
| 18           | 8         | Man City                         | Man City                    | Matt Lipsey   | Jamie Lee                   | 10. září 2021         |
| 19           | 9         | Beard After Hours                | Beardův večer               | Sam Jones     | Brett Goldstein a Joe Kelly | 17. září 2021         |
| 20           | 10        | No Weddings and a Funeral        | Žádná svatba a jeden pohřeb | MJ Delaney    | Jane Becker                 | 24. září 2021         |
| 21           | 11        | Midnight Train to Royston        | Půlnoční vlak do Roystonu   | MJ Delaney    | Sasha Garron                | 1. října 2021         |
| 22           | 12        | Inverting the Pyramid of Success | Převrácení pyramidy úspěchu | Declan Lowney | Jason Sudeikis a Joe Kelly  | 8. října 2021         |

### Třetí řada (2023)
| Č. v seriálu | Č. v řadě | Původní název                   | Český název           | Režie            | Scénář                                                 | Premiéra na Apple TV+ |
| ------------ | --------- | ------------------------------- | --------------------- | ---------------- | ------------------------------------------------------ | --------------------- |
| 23           | 1         | Smells Like Mean Spirit         | Zlý duch              | MJ Delaney       | Leann Bowen                                            | 15. března 2023       |
| 24           | 2         | (I Don't Want to Go to) Chelsea | Chelsea nechci        | MJ Delaney       | Sasha Garron                                           | 22. března 2023       |
| 25           | 3         | 4-5-1                           | 4-5-1                 | Destiny Ekaragha | Bill Wrubel                                            | 29. března 2023       |
| 26           | 4         | Big Week                        | Důležitý týden        | Destiny Ekaragha | Brett Goldstein                                        | 5. dubna 2023         |
| 27           | 5         | Signs                           | Znamení               | Matt Lipsey      | Jamie Lee                                              | 12. dubna 2023        |
| 28           | 6         | Sunflowers                      | Slunečnice            | Matt Lipsey      | námět: Joe Kelly a Jason Sudeikis scénář: Brendan Hunt | 19. dubna 2023        |
| 29           | 7         | The Strings That Bind Us        | Pevné pouto           | Matt Lipsey      | Phoebe Walsh                                           | 26. dubna 2023        |
| 30           | 8         | We'll Never Have Paris          | Spolu Paříž neuvidíme | Erica Dunton     | Keeley Hazell a Dylan Marron                           | 3. května 2023        |
| 31           | 9         | La Locker Room Aux Folles       | La šatna aux folles   | Erica Dunton     | Chuck Hayward                                          | 10. května 2023       |
| 32           | 10        | International Break             | Reprezentace          | Matt Lipsey      | Jane Becker                                            | 17. května 2023       |
| 33           | 11        | Mom City                        | Máma                  | Declan Lowney    | námět: Brendan Hunt a Jason Sudeikis scénář: Joe Kelly | 24. května 2023       |
| 34           | 12        | So Long, Farewell               | Sbohem                | Declan Lowney    | Brendan Hunt, Joe Kelly a Jason Sudeikis               | 31. května 2023       |